# 利亚克 (上比利牛斯省)
利亚克（法語：Liac，法語發音：[ljak]）是法国上比利牛斯省的一个市镇，属于塔布区。

## 地理
利亚克（43°24'52"N, 0°5'56"E）面积4.17 平方千米，位于法国奧克西塔尼大區上比利牛斯省，该省份为法国西南部内陆省份，北至热尔省，西接大西洋比利牛斯省，南与西班牙接壤，东临上加龙省。
与利亚克接壤的市镇（或旧市镇、城区）包括：让萨克、塞加拉、昂索斯、阿尔塔尼昂、萨里亚克比戈尔。

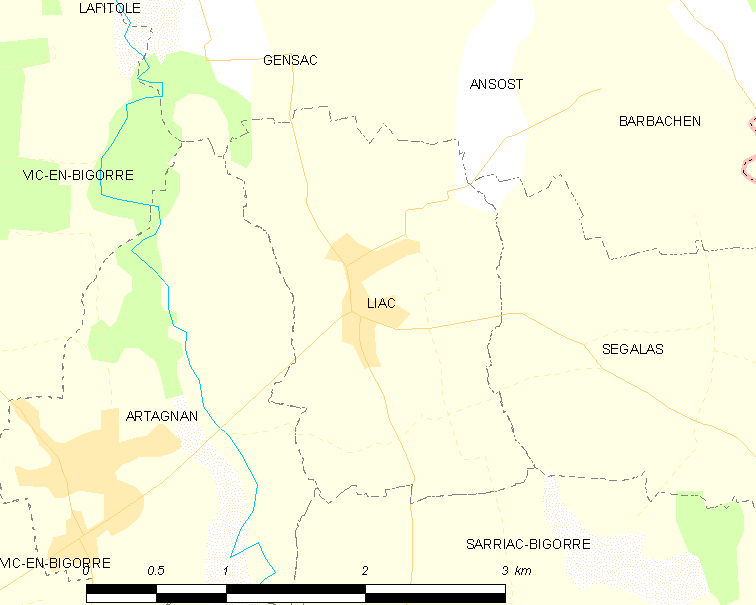
的OSM定位图

利亚克的时区为UTC+01:00、UTC+02:00（夏令时）。

## 行政
利亚克的邮政编码为65140，INSEE市镇编码为65273。

## 政治
利亚克所属的省级选区为阿杜尔河谷-吕斯唐-马迪拉奈县。

## 人口

1962-2008年间人口变化图示

利亚克于2022年1月1日时的人口数量为199人。